# 판판야
판판야(일본어: パンパンヤ)는 일본의 만화가다. 본명・생년월일・성별 모두 미공개. 2000년대 후기부터 활동하기 시작하여 2013년 첫 단행본 『아시즈리 수족관』으로 상업지 데뷔했다. 이후 1년에 1권 꼴로 단편작품집을 백천사에서 발행하고 있다. 치밀하게 그려진 그림과 현실과 공상이 혼재하는 세계관이 작품 특징이다.

## 작풍
치밀하게 그려진 배경과, 이에 비하여 연필로 러프하게 그려진 캐릭터의 대조가 특징적이다.
일종의 스타 시스템으로 일련의 작품에 같은 등장인물들이 사용되고 있으나, 그때그때 인물들의 설정이 다르고 이름도 주어지지 않는다.
작풍이 환상문학적인 요소가 많아 “잠들면 꾸는 꿈 같은 작품”, “쉬르레알리슴과 일본만화의 합체” 와 같은 평을 받는다. 츠게 요시하루 등 가로계 만화의 영향을 지적받기도 하지만, 판판야 본인은 특별히 영향을 받은 만화는 없다고 밝히고 있다.